# Tolmer Falls
Tolmer Falls är ett vattenfall i Australien. Det ligger i territoriet Northern Territory, omkring 84 kilometer söder om territoriets huvudstad Darwin. Tolmer Falls ligger 100 meter över havet.
Trakten runt Tolmer Falls är nära nog obefolkad, med mindre än två invånare per kvadratkilometer.. Det finns inga samhällen i närheten.
I omgivningarna runt Tolmer Falls växer huvudsakligen savannskog. Genomsnittlig årsnederbörd är 1 882 millimeter. Den regnigaste månaden är januari, med i genomsnitt 467 mm nederbörd, och den torraste är juni, med 1 mm nederbörd.